# Бальбуэна, Фабиан
Фабиа́н Корне́лио Бальбуэ́на Гонса́лес (исп. Fabián Cornelio Balbuena González; род. 23 августа 1991, Сьюдад-дель-Эсте) — парагвайский футболист, защитник бразильского клуба «Гремио» и капитан сборной Парагвая. Участник Олимпийских игр 2024 в Париже.

## Клубная карьера
Бальбуэна начал карьеру в клубе второго дивизиона Парагвая — «Серро Портеньо» (Пресиденте-Франко). В 2011 году он помог команде выйти в элиту. 5 февраля 2012 года в матче против «Соль де Америка» Фабиан дебютировал в парагвайской Примере. 5 октября в поединке против «Серро Портеньо» он забил свой первый гол в высшем дивизионе.
В 2013 году Бальбуэна перешёл в «Рубио Нью». 2 марта в матче против столичной «Олимпии» он дебютировал за новый клуб. 31 марта в поединке против «Хенераль Диас» Фабиан забил свой первый гол за «Рубио Нью».
Летом того же года он перешёл в столичный «Насьональ». 3 августа в матче против «Соль де Америка» Бальбуэна дебютировал за новый клуб. 3 мая 2014 года в поединке против «Спортиво Лукеньо» Фабиан забил свой первый гол за «Насьональ». В том же году он помог клубу выйти в финал Кубка Либертадорес.
Летом Бальбуэна перешёл в «Либертад». 24 августа в матче против своего бывшего клуба «Рубио Нью» он дебютировал за новый клуб. 26 октября в поединке против «Депортиво Капиата» Фабиан забил свой первый гол за «Либертад». В том же году он помог команде выиграть чемпионат Парагвая.
15 февраля 2016 года перешёл в бразильский «Коринтианс». Дебютировал в новой команде в матче Лиги Паулисты против «Сан-Бенту» 24 февраля. Игра закончилась со счётом 1:1. 19 марта в матче поединке против «Линенсе» Бальбуэна забил свой первый гол за «Коринитианс». 15 мая в матче против «Гремио» он дебютировал в бразильской Серии A.
14 июля 2018 года Бальбуэна стал игроком английского «Вест Хэм Юнайтед». 12 августа в матче против «Ливерпуля» он дебютировал в английской Премьер-лиге. 27 октября в поединке против «Лестер Сити» Фабиан забил свой первый гол за «Вест Хэм Юнайтед».
9 июля 2021 года московское «Динамо» объявило о подписании защитника. 23 июля в матче против «Ростова» он дебютировал в РПЛ.
10 июля 2022 года приостановил контракт с «Динамо» согласно решению ФИФА на фоне вторжения России на Украину. 18 июля подписал контракт с бразильским «Коринтиансом».
31 мая 2025 года «Динамо» объявило об уходе Бальбуэны в связи с истечением срока контракта.

## Карьера в сборной
3 апреля 2015 года в товарищеском матче против сборной Мексики он дебютировал за сборную Парагвая.
В 2015 году Фабиан был включён в заявку сборной на Кубок Америки в Чили. На турнире он был запасным и на поле не вышел.
В 2016 году Бальбуэна во второй раз принял участие в Кубке Америки в США. На турнире он сыграл в матче против команды США.
В 2019 году Бальбуэна в третий раз принял участие в Кубке Америки в Бразилии. На турнире он сыграл в матчах против сборных Катара и Бразилии.
В 2021 году Бальбуэна в четвёртый раз принял участие в Кубке Америки в Бразилии. На турнире он был запасным и на поле не вышел.
В 2021 году Бальбуэна в пятый раз принял участие в Кубке Америки в США. На турнире он сыграл в матчах против Колумбии, Бразилии и Коста-Рики.
В 2024 году Бальбуэна был включён в заявку олимпийской сборной Парагвая на участие в Олимпийских играх в Париже. На турнире он сыграл в матчах против команд Японии, Израиля, Мали и Египта. В поединке против изралитян Фабиан забил гол.

### Голы за сборную Парагвая
| #   | Дата             | Место                                         | Противник | Счёт | Результат | Соревнование      |
| --- | ---------------- | --------------------------------------------- | --------- | ---- | --------- | ----------------- |
| 01. | 22 сентября 2022 | Винер-Нойштадт-Арена, Винер-Нойштадт, Австрия | ОАЭ       | 1:0  | 1:0       | Товарищеский матч |
| 02. | 18 июня 2023     | Дефенсорес дель Чако, Асунсьон, Парагвай      | Никарагуа | 2:0  | 2:0       | Товарищеский матч |

## Достижения
«Насьональ»
- Финалист Кубка Либертадорес: 2014

«Либертад»
- Чемпионат Парагвая по футболу: Клаусура 2014

«Коринтианс»
- Чемпионат Бразилии по футболу (Серия A): 2017